# Mária Nagy (cestista 1950)
Mária Nagy, coniugata Királyné (18 febbraio 1950), è un'ex cestista ungherese.

## Carriera
Con l'Ungheria ha disputato tre edizioni dei Campionati europei (1970, 1972, 1974).